# Polycarpe Ier de Jérusalem
Polycarpe Ier (en grec Πολύκαρπος A', mort en 1827) fut patriarche orthodoxe de Jérusalem du 22 novembre 1808 au 15 janvier 1827.